# Sällskapet nytta och nöje
Sällskapet Nytta och nöje grundades i Stockholm 1798. Sällskapet var verksamt med teater, musik och dans.